# Plaza Colón (San Juan)

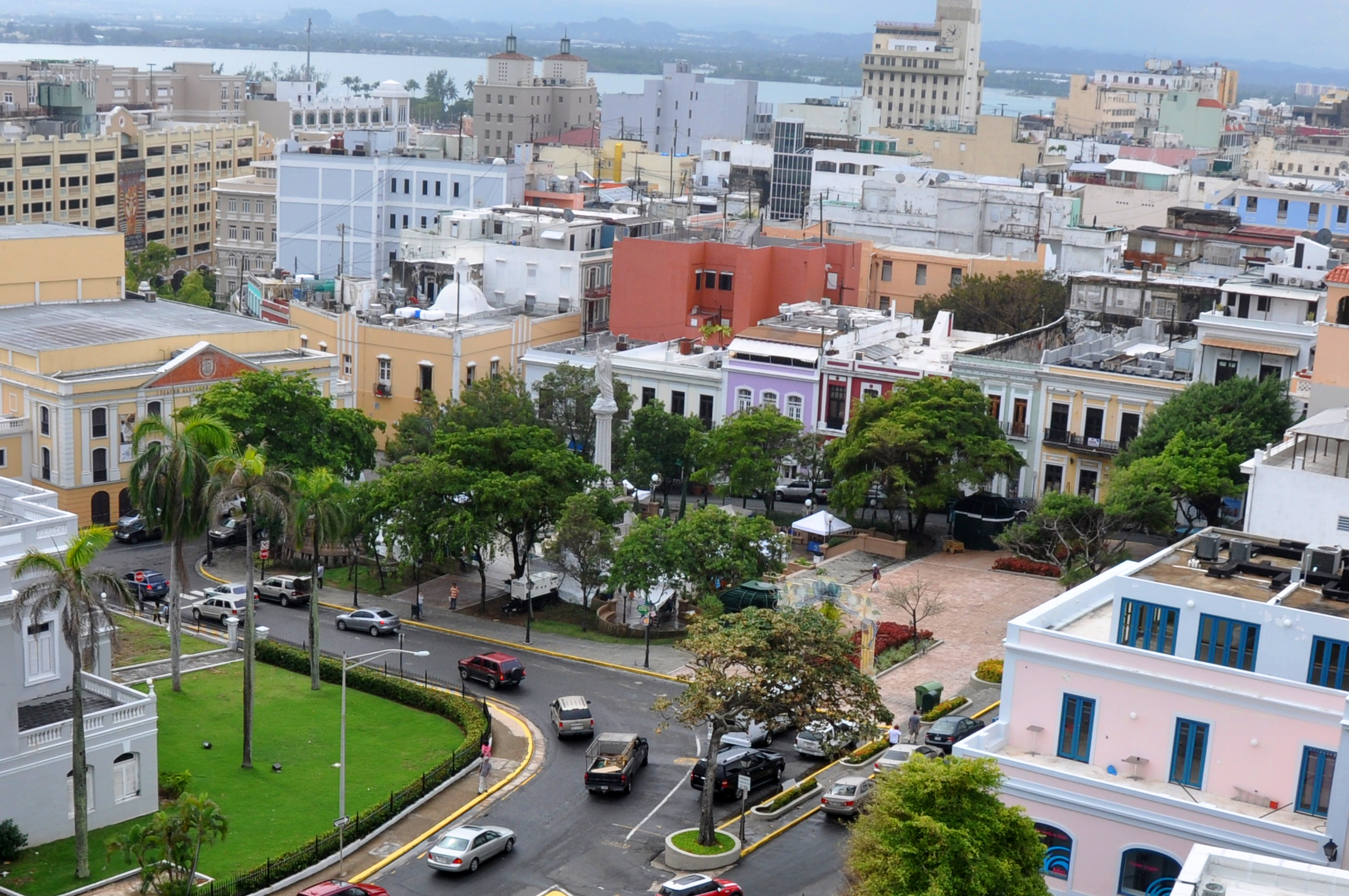
Plaza Colón de San Juan

La plaza Colón, conocida en sus orígenes (siglo XVII) como la plaza Santiago, se encuentra literalmente en la puerta del Viejo San Juan. En 1893, durante el aniversario de los 400 años de la colonización de Puerto Rico se erigió la estatua de Cristóbal Colón y cambió su nombre a Plaza Colón.

## Historia
En el periodo comprendido entre 1635 y 1641 se edificaron las murallas del Viejo San Juan, y la única manera de entrar a la ciudad era por cinco puertas que se construyeron a lo largo de las murallas.
Por el lado de tierra solamente existía una vía de acceso —la carretera Central— que conectaba la ciudad de San Juan con el resto de la isla de Puerto Rico, la Puerta de Santiago, conocida como la Puerta de Tierra, por eso el nombre del barrio, localizada en el lado sur del Castillo de San Cristóbal.
Ya para 1772  el trazado y el tejido urbano básico había adquirido sus características definitivas, y el espacio abierto aledaño a la puerta más importante, la Plaza Santiago aparece definido, aunque la plaza permaneció sin pavimentar por largo tiempo. A partir de 1862 se desarrollaron varios proyectos para la reforma de la plaza hasta que a partir de 1870 empieza a tener su forma y en 1890 se 
coloca la estatua de Ponce de León, que en 1893 fue sustituida por la de Cristóbal Colón y por lo tanto la plaza rebautizada.
En 1897, bajo el nuevo plan de ensanche, se derriva la porción oriental (el frente de tierra) de la muralla para poder seguir un desarrollo urbano continuo.  
En cuanto a los edificios que circundan la plaza, el Teatro Municipal, hoy día el Teatro Tapia, su arquitectura al estilo neoclásico, fue el más importante que data de 1824, y el Casino de Puerto Rico, edificio estilo «Beaux Arts» que fue construido en 1917 como un centro social de la élite Sanjuanera. Recientemente fue restaurado a su esplendor original, hoy día el «Antiguo Casino de Puerto Rico» opera como un Centro de Recepciones del Gobierno de Puerto Rico para eventos especiales y bodas.